# Whitfieldia
Whitfieldia  é um gênero botânico da família Acanthaceae

## Sinonímia
- Leiophaca Lindau
- Pounguia Benoist
- Stylarthropus Baill.

## Espécies
As principais espécies são:
Whitfieldia arnoldiana Whitfieldia brazzei Whitfieldia colorata
Whitfieldia elongata Whitfieldia gilletii Whitfieldia lateritia
Whitfieldia latiflos Whitfieldia laurentii Whitfieldia le
Whitfieldia liebrechtsiana Whitfieldia longiflora Whitfieldia longifolia
Whitfieldia perglabra Whitfieldia preussii Whitfieldia purpurata
Whitfieldia rutilans Whitfieldia sereti Whitfieldia striata
Whitfieldia stuhlmanni Whitfieldia subviridis Whitfieldia sylvatica
Whitfieldia tanganyikensis Whitfieldia thollonii

## Nome e referências
Whitfieldia W.J. Hooker, 1845